# Rätan-Klövsjö församling
Rätan-Klövsjö församling är en församling i Södra Jämtland-Härjedalens kontrakt i Härnösands stift. Församlingen ingår i Sydöstra Jämtlands pastorat och ligger i Bergs kommun i Jämtlands län.

## Administrativ historik
Församlingen bildades den 1 januari 2010 genom sammanslagning av Rätans och Klövsjö församlingar och fortsatta ingå i Södra Jämtlands pastorat. 1 januari 2022 uppgick församlingen i Sydöstra Jämtlands pastorat.

## Kyrkor
- Rätans kyrka
- Klövsjö kyrka